# Джим Мерфі
Джеймс Френсіс Мерфі (англ. James Francis Murphy; нар. 23 серпня 1967, Глазго, Шотландія) — британський політик з Лейбористської партії. Представляє виборчий округ East Renfrewshire Великого Манчестеру у Палаті громад з 1997 року. Лідер Шотландської лейбористської партії з 2014.

## Життєпис
Коли йому було 12, його сім'я переїхала до Кейптауну, щоб уникнути економічні труднощі у Шотландії. Мерфі повернувся до Шотландії у віці 18 років і почав навчання в Університеті Стратклайд (за спеціальністю «Політологія» і «Європейське право»). Одружений і має трьох дітей. Мерфі вболіває за Селтік, він також є капітаном футбольної команди парламенту. Вегетаріанець і непитущий.
Після закінчення школи, Мерфі був головою шотландського відділення Національного союзу студентів 1992 по 1994. У 1994–1996 він був президентом союзу.
У березні 2001 року став особистим парламентським секретарем держсекретаря з питань Шотландії, Гелен Лідделл. У червні 2002 року був уряд батогом. Після виборів 2005 року дістав посаду заступника держсекретаря у канцелярії Кабінету міністрів. У травні 2006 року був призначений міністром у справах зайнятості і соціальних реформ. У червні 2007 року був призначений міністром у справах Європи. У жовтні 2008 року став членом кабінету як держсекретар з питань Шотландії. Він залишався на цій посаді до поразки лейбористів у 2010.